# Pau D'Arco
Pau D'Arco este un oraș în Pará (PA), Brazilia.